# Paul Weßels

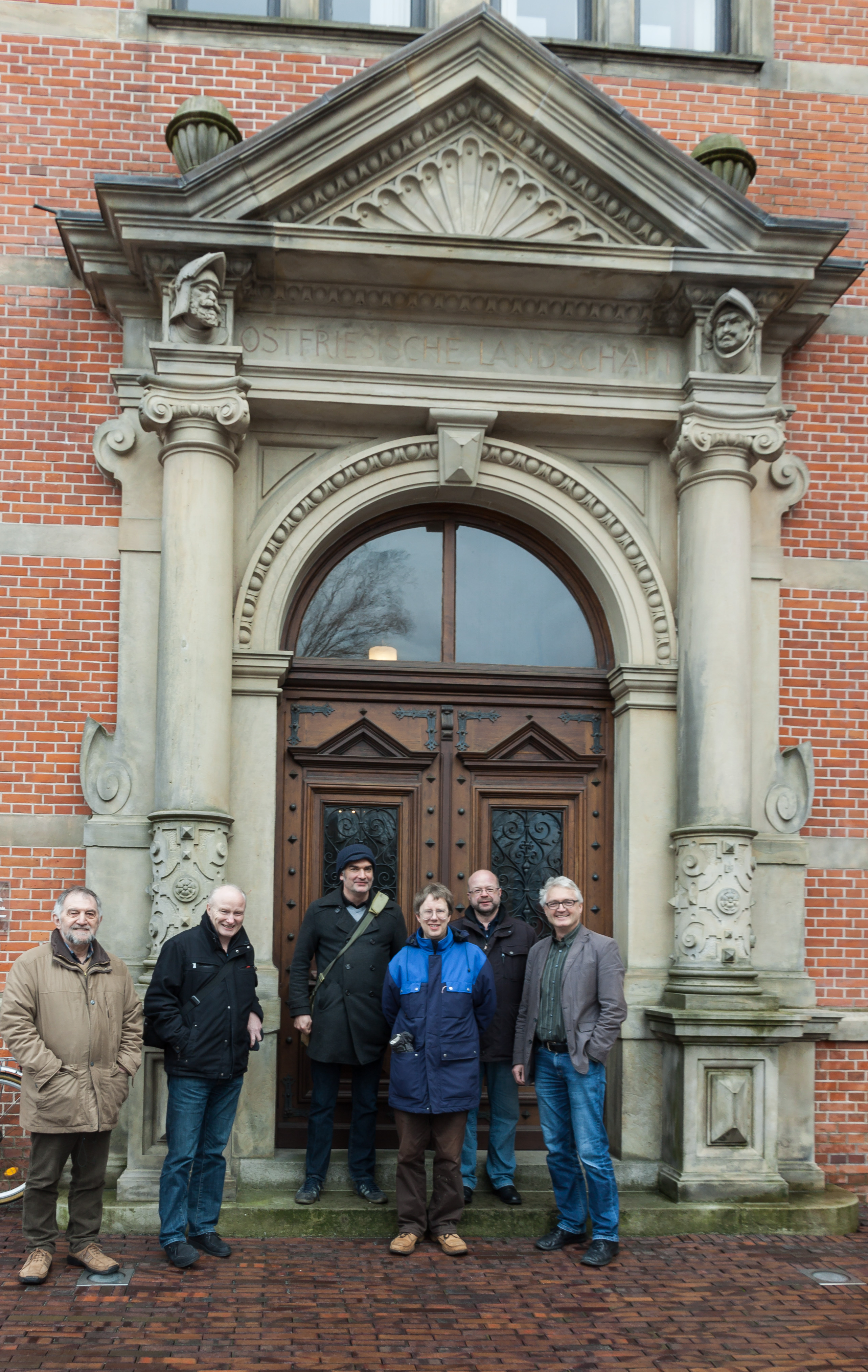
Paul Weßels (rechts) von der Landschaftsbibliothek begrüßt die Teilnehmer des vierzehnten Wiki-Stammtischs Ostfriesland vor dem Landschaftshaus.

Paul Weßels (* 12. November 1957 in Ochtrup, Kreis Steinfurt) ist ein deutscher Historiker. Er war von 2008 bis zu seiner Verabschiedung in den Ruhestand im Oktober 2023 Leiter der Landschaftsbibliothek in Aurich. Als Regionalhistoriker veröffentlichte er zahlreiche Publikationen vor allem zur ostfriesischen Geschichte.

## Leben
Paul Weßels verbrachte seine Kindheit und Jugend in Ochtrup. Nach dem Abitur studierte er ab 1977 an der Westfälischen Wilhelms-Universität in Münster, der Universität zu Köln sowie der Katholischen Universität von San Miguel de Tucumán (Argentinien) Geschichte und Germanistik. 1986 legte er das erste Staatsexamen der Sekundarstufe II für die Fächer Deutsch und Geschichte ab, ein Jahr später das Erste Staatsexamen der Sekundarstufe I. Es folgte das Referendariat am Studienseminar Leer sowie am Ubbo-Emmius-Gymnasium Leer, das er im Jahre 1989 mit dem Zweiten Staatsexamen für das Lehramt an Gymnasien abschloss.
Seither ist Paul Weßels als Regionalhistoriker in Ostfriesland tätig. Er arbeitete von 1989 bis 1991 im Arbeitskreis Regionalgeschichte des Kultur- und Bildungszentrums Aurich mit. Es folgte eine Beschäftigung als Chronist bei der Gemeinde Holtland, die er 1995 mit der Veröffentlichung abschloss. Danach war er bis zur Veröffentlichung der Chronik Hesel 1998 bei der Gemeinde Hesel angestellt. Im Oktober 1997 wurde er an der Universität Oldenburg mit einer Dissertation zur Geschichte des Klostergutes Barthe bei Heselzum Doktor der Philosophie promoviert.

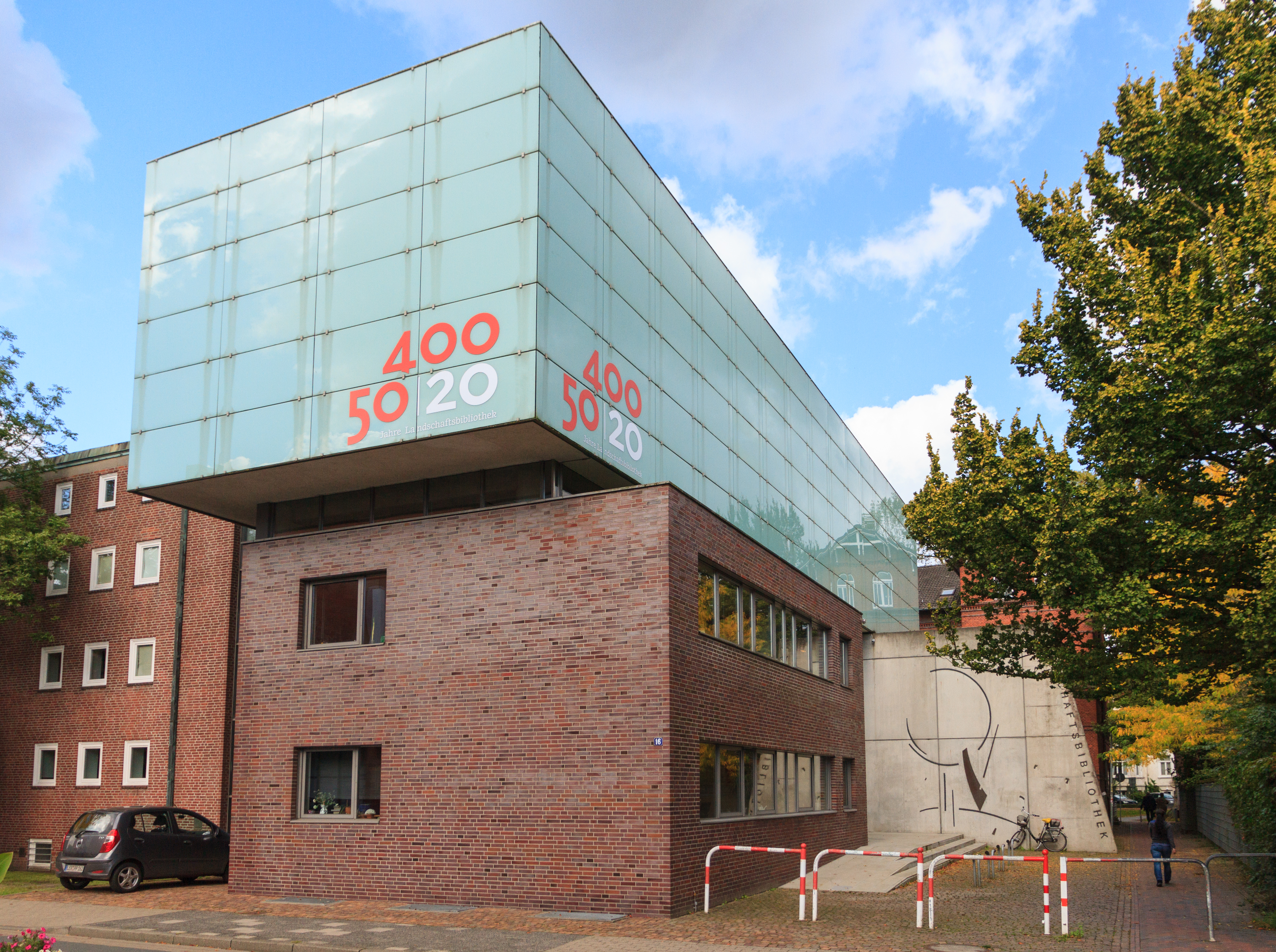
Die Landschaftsbibliothek in Aurich

Von September 1998 bis August 2000 beschäftigte er sich als Angestellter des Landkreises Leer mit der Aufarbeitung der Ziegeleigeschichte des Rheiderlandes und der wissenschaftlichen Betreuung des Aufbaus eines Ziegeleimuseums in Midlum. Anschließend war Weßels bis 2007 Referent und Mitarbeiter des Niedersächsischen Landesarchivs – Staatsarchiv Aurich. Zuletzt war er dort in einem Kooperationsprojekt mit der Ostfriesischen Landschaft verantwortlicher Redakteur für die Erstellung der „Historischen Ortsdatenbank Ostfriesland“. Seit dem 1. Oktober 2008 war er Leiter der Landschaftsbibliothek in Aurich.
Seine Arbeitsschwerpunkte als Historiker sind die Geschichte des 19. und 20. Jahrhunderts, biographische Studien, die Geschichte des Nationalsozialismus sowie die Sozial- und Wirtschaftsgeschichte Ostfrieslands.
Weßels war Mitherausgeber des Emder Jahrbuchs und betreute für die Ostfriesische Landschaft die gemeinsam mit dem Standort Aurich des Niedersächsischen Landesarchivs herausgegebenen Reihen „Abhandlungen und Forschungen zur ostfriesischen Geschichte“ und „Quellen zur Geschichte Ostfrieslands“. Außerdem war er Mitherausgeber der Reihe der Beiträge zur Schulgeschichte Ostfrieslands.
Weßels hat als Mitarbeiter des Staatsarchivs und der Ostfriesischen Landschaft ein regionales Geschichtsnetzwerk aufgebaut, das vor allem die Einbindung der historischen Laienforschung in die Geschichtswissenschaft zum Ziel hat. Seit 1992 war er Leiter des von ihm gegründeten Arbeitskreises Ostfriesischer Ortschronisten der Ostfriesischen Landschaft. Er ist Initiator des seit 2000 gemeinsam mit dem Staatsarchiv veranstalteten „Tags der Ostfriesischen Geschichte“ und des seit 2009 jährlich vergebenen „Schülerpreises für Ostfriesische Geschichte und Kultur“. Er ist auch Mitbegründer und verantwortlicher Leiter des 2009 gemeinsam von Ostfriesischer Landschaft, Landesamt für Geoinformation und Landentwicklung Niedersachsen (LGLN) und Staatsarchiv gegründeten „Arbeitskreises Flurnamenforschung“ der Ostfriesischen Landschaft.
In Kooperation mit niederländischen Historikern war Weßels von 2011 bis 2014 im grenzübergreifenden Projekt „Memento Mori – Sterben und Begraben in den nördlichen Niederlanden und Nordwestdeutschland“ aktiv. 2015 war er Mitbegründer des deutsch-niederländischen „Netzwerks für grenzübergreifende Geschichte des Nordens der Niederlande und Nordwestdeutschlands“.
Weßels ist seit 2009 Mitglied der Historischen Kommission für Niedersachsen und Bremen und seit 1997 Mitglied der Fachgruppe Geschichte des Niedersächsischen Heimatbundes.
Im Mai 2001 wurde er in Anerkennung seiner wissenschaftlichen Leistungen und des Engagements im Bereich der ostfriesischen Lokal- und Regionalgeschichte mit der Upstalsboom-Medaille der Ostfriesischen Landschaft ausgezeichnet. Im Oktober 2023 wurde er in den Ruhestand verabschiedet.
Paul Weßels ist verheiratet und hat drei Kinder.

## Veröffentlichungen
Hanke Immenga (Bearb.): Bibliographie Paul Weßels. In: Michael Hermann (Hrsg.): Ostfriesland im „langen“ 19. Jahrhundert. Festschrift für Paul Weßels. Ostfriesische Landschaftliche Verlags-    und Vertriebsgesellschaft mbH, Aurich 2023 (Abhandlungen und Vorträge zur Geschichte Ostfrieslands; 88), ISBN 978-3-940601-70-4, S. 355–378.
- Holtland. „Das wohlgebaute große Kirchdorf ….“. sensee, Oldenburg 1995, ISBN 3-89598-284-9.
- Barthe. Zur Geschichte eines Klosters und der nachfolgenden Domäne auf der Grundlage von Schriftquellen. (Beiträge zur Geschichte des Geestortes Hesel). Verlag Soltau-Kurier, Norden 1997, ISBN 3-928327-26-7.
- Hesel. „Wüste Fläche, dürre Wildnis und magere Heidepflanzen“ – Der Weg eines Bauerndorfes in die Moderne. (Beiträge zur Geschichte des Geestortes Hesel). Risius, Weener 1998, ISBN 3-88761-065-2.
- Gut Stikelkamp. Vom Klostervorwerk der Johanniter zur „guten Stube“ des Landkreises Leer. Ostfriesische Landschaft, Aurich 2002, ISBN 3-932206-28-2.
- Nicht hoffnungslos, sondern handelnd. Heinrich Oltmann (1892–1937). Ein reformierter Pastor im Kirchenkampf. Foedus, Wuppertal 2002, ISBN 3-932735-72-2.
- Weiche nicht den Bösen, tritt kühner ihnen entgegen. Der Historiker Onno Klopp. Eine biographische Studie auf der Grundlage seiner Tagebücher. Heimatmuseum, Leer 2003, ISBN 3-7921-0636-1.
- Ziegeleien an der Ems. Ein Beitrag zur Geschichte des Rheiderlandes. (Abhandlungen und Vorträge zur Geschichte Ostfrieslands, 80). Aurich 2004, ISBN 3-932206-44-4.
- Die Olfry-Ziegelwerke. Ein Stück Vechtaer Industriegeschichte. Vechta 2007.
- Hermann Michael, Paul Weßels (Hrsg.): Ostfriesland im Ersten Weltkrieg. (Abhandlungen und Vorträge zur Geschichte Ostfrieslands, 84). Ostfriesische Landschaftliche Verlags- und Vertriebsgesellschaft, Aurich 2014, ISBN 978-3-940601-24-7.
- Die Ziegeleien in Midlum. Das ostfriesische Ziegeleimuseum in Midlum. Risius, Weener 2013, ISBN 978-3-88761-123-1.

## Aufsätze (Auswahl)
- Eine unausprechlich saure Laufbahn […]. Der Reformpädagoge Hinrich Janssen Sundermann (1815–1879) in seinen Heseler Jahren. In: Emder Jahrbuch für historische Landeskunde Ostfrieslands. 76, 1996, S. 110–145.
- Associiren, Agitiren, Queruliren, Petitioniren, Mitregieren! – Die Geschichte der Volksversammlungen in Eschen während der Jahre 1848/49. In: Emder Jahrbuch. 1999, S. 211–232.
- Die ostfriesischen Kleinstädte. In: Niedersächsisches Jahrbuch für Landesgeschichte. 74, 2002, S. 89–95.
- Die Deutschen Christen in Ostfriesland und ihr Einfluss in der evangelisch-reformierten Landeskirche der Provinz Hannover. In: Emder Jahrbuch. 81, 2001/2002, S. 167–204.
- Die wirtschaftliche Entwicklung Leers im 19. und 20. Jahrhundert. In: Emder Jahrbuch. 83, 2003/2004, S. 57–78.
- Die jüdischen Arbeitslager 1939 im Landkreis Leer. In: Tota Frisia in Teilansichten. 2005, S. 447–471.
- „Wehe dem Einsamen!“ Die Genossenschaften in Ostfriesland seit 1870. In: Emder Jahrbuch für historische Landeskunde Ostfrieslands. Bd. 86, 2006, S. 97–166.
- Der „Altmeister der ostfriesischen Volkskunde“ – der Pädagoge, Volkskundler, Botaniker und Publizist Friedrich Sundermann. In: Beiträge zur Schulgeschichte Ostfrieslands. 2007, S. 11–21.
- „Wer glaubt, der flieht nicht“ – Pastor Wilhelm Nordbeck in Landschaftspolder. In: Emder Jahrbuch für historische Landeskunde Ostfrieslands. Bd. 88/89, 2008/2009, S. 174–209.
- „Vergiss mein Volk die teuren Toten nicht.“ Gefallenengedenken und Gefallenendenkmäler in Ostfriesland nach dem Ersten Weltkrieg. In: Ostfriesland im Ersten Weltkrieg. (Abhandlungen und Vorträge zur Geschichte Ostfrieslands, 84). Aurich 2014, S. 351–446.
- Vom Lagerarchitekten zum KZ-Kommandanten. SS-Hauptsturmführer Bernhard Kuiper aus Möhlenwarf. In: Michael Hermann (Hrsg.): Das 20. Jahrhundert im Blick. Beiträge zur ostfriesischen Zeitgeschichte. Bernhard Parisius zum 65. Geburtstag. (Abhandlungen und Vorträge zur Geschichte Ostfrieslands, 85). Aurich 2015, S. 155–203.